# Mieczysław Szpakiewicz
Mieczysław Szpakiewicz (ur. 1 stycznia 1890 w Sandomierzu, zm. 26 czerwca 1945 w Toruniu) – polski aktor, dyrektor, wykładowca, organizator i działacz teatralny.

## Życiorys
Syn Wacława i Marii z domu Jaroszyńskiej. W rodzinnym Sandomierzu ukończył gimnazjum. Absolwent Wydziału Farmacji na Uniwersytecie Kazańskim. Pobierał nauki w szkole dramatycznej, a jego debiut aktorski miał miejsce 29 stycznia 1913 w Teatrze Polskim w Warszawie (rola Niewolnika Mammei w sztuce Irydion). Następnie grał w Płocku. Od 1914 do 1916 był aktorem Teatru Polskiego w Kijowie. Potem grał w Studium Teatralnym Stanisławy Wysockiej w Kijowie oraz w zespole Teatru Reduta. Od 15 sierpnia 1915 jego żoną była Michaliną Tenderenda (pseudonim Jasińska), także aktorka.
W kwietniu 1918 współorganizował z Marianem Brokowskim-Brykiem polski teatr objazdowy, który objeżdżał miasta ukraińskie. Po powrocie do Warszawy w latach 1919–1921 grał w Teatrze Rozmaitości oraz w Teatrze Reduta. Współtworzył Związek Artystów Scen Polskich i został członkiem jego zarządu głównego w latach 1919–1920. Uczestniczył w wojnie polsko-bolszewickiej z 1920 roku, w której został ranny. Wykładał na kursach instruktorskich Związku Teatrów Ludowych, w szkole dramatycznej Stanisławy Wysockiej. W 1921 został mianowany dyrektorem Teatru Narodowego w Toruniu i był nim do sierpnia 1924. Od połowy 1924 do 1926 roku był zatrudniony w Teatrze Polskim w Poznaniu, od 1926 do 1928 w Teatrze Miejskim w Łodzi. Jesienią 1927 roku wraz z A. i J. Górskimi współorganizował zespół teatralny Placówka Żywego Słowa, który występował w polskich miastach z repertuarem poezji polskiej, po czym wynajmując na Powiślu w Warszawie pomieszczenie późniejszego Ateneum. Wskutek przyczyn finansowych latem 1929 roku zespół uległ likwidacji, a M. Szpakiewicz został dyrektorem Teatru Polskiego w Katowicach, po czym w latach 1931–1938 roku pełnił funkcję dyrektora Teatru Miejskiego w Wilnie. W latach 1938–1939 był dyrektorem Teatru Miejskiego we Lwowie. Publikował w dziedzinie teatralnej, miał odczyty. Dokonał przekładu dwóch książek Siergieja Wołkońskiego (Człowiek wyrazisty w 1920 i Słowo wyraziste w 1925 roku).
Po wybuchu II wojny światowej powrócił do Wilna i tam stworzył Teatr Mały. Był aresztowany przez gestapo. Po ataku Niemiec na ZSRR Przez pewien czas pracował w wyuczonym zawodzie aptekarza. Po drugim zatrzymaniu przez Niemców w połowie 1943 roku był przetrzymywany jako zakładnik, po czym skierowany do obozu ciężkich robót pod Kownem. W ramach tajnego nauczania wykładał w konspiracyjnej szkole dramatycznej. Po nadejściu frontu wschodniego i wkroczeniu Armii Czerwonej do Wilna, był organizatorem reaktywacji tamtejszego polskiego teatru. Od marca 1944 do kwietnia 1945 roku piastował funkcję kierownika artystycznego i reżysera Polskiego Teatru Dramatycznego w Wilnie i organizował w tym mieście Studio Dramatyczne. Na początku maja 1945 roku wrócił do Torunia. Tam wraz z żoną zamieszkał przy ulicy Adama Mickiewicza 28 i zmarł 26 czerwca 1945 roku. Został pochowany na Cmentarzu przy ul. Józefa Wybickiego w Toruniu.
Stanisław Ignacy Witkiewicz zadedykował Mieczysławowi Szpakiewiczowi dramat pt. Matka z 1924 roku.

## Ordery i odznaczenia
- Krzyż Kawalerski Orderu Odrodzenia Polski (1939)[5]
- Złoty Krzyż Zasługi (11 listopada 1934)[6]
- Srebrny Wawrzyn Akademicki (5 listopada 1935)[7]